# Glacicavicola bathysciodes
Glacicavicola bathysciodes é uma espécie de escaravelho da família Leiodidae.
É endémica dos Estados Unidos da América.